# Amarillo de cromo
También llamado cromato, amarillo de plomo o amarillo de París, es un pigmento amarillo actualmente usado en pinturas, tintas de imprenta, lacas y plásticos, entre otros. El color producido recibe nombres como amarillo tráfico.

## Historia

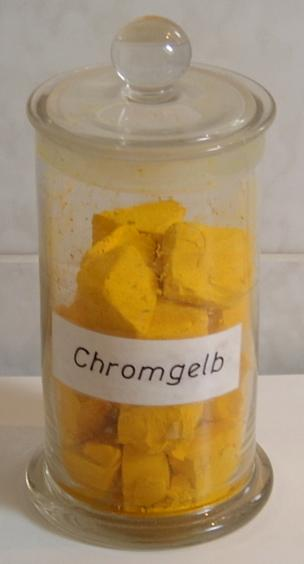
Pigmento amarillo de cromo

Fabricado por primera vez por el químico francés Louis Nicolas Vauquelin en 1809 a partir de unas muestras de crocoita, un mineral rojo anaranjado compuesto por cromato de plomo y descubierto por Johann Gottlob Lehmann (1719-1767, médico, científico y geólogo alemán, en año 1761 y por Peter Simon Pallas en 1770.
El pigmento se usó hasta 1870, cuando se abandonó su uso por la poca estabilidad y poca resistencia a la luz. Se recuperó a partir de 1918 cuando, ya entrado el siglo XX, la industria química fue capaz de fabricar el pigmento de una forma cada vez más estable y resistente.

## Composición
El cromato de plomo (PbCrO4) se obtiene por  precipitación en  disoluciones de cromo y plomo.
Pb(NO3)2  + K2CrO4 => PbCrO4
+ 2 KNO3
Pb2+ + CrO42- => PbCrO4

### Otros pigmentos de cromo
Vauquelin, además de descubrir su uso como pigmento, también va usó el cromato de plomo para descubrir el óxido de cromo (III) (Cr2O3) o verde de cromo, otro pigmento usado en pintura y coloración de vidrios.

## Toxicidad
Presenta elevada toxicidad debido a su composición de plomo y cromo (VI), ambas sustancias cancerígenas. Se han de tomar medidas de seguridad para su manipulación, incluyendo el uso de guantes.

## Uso en la pintura

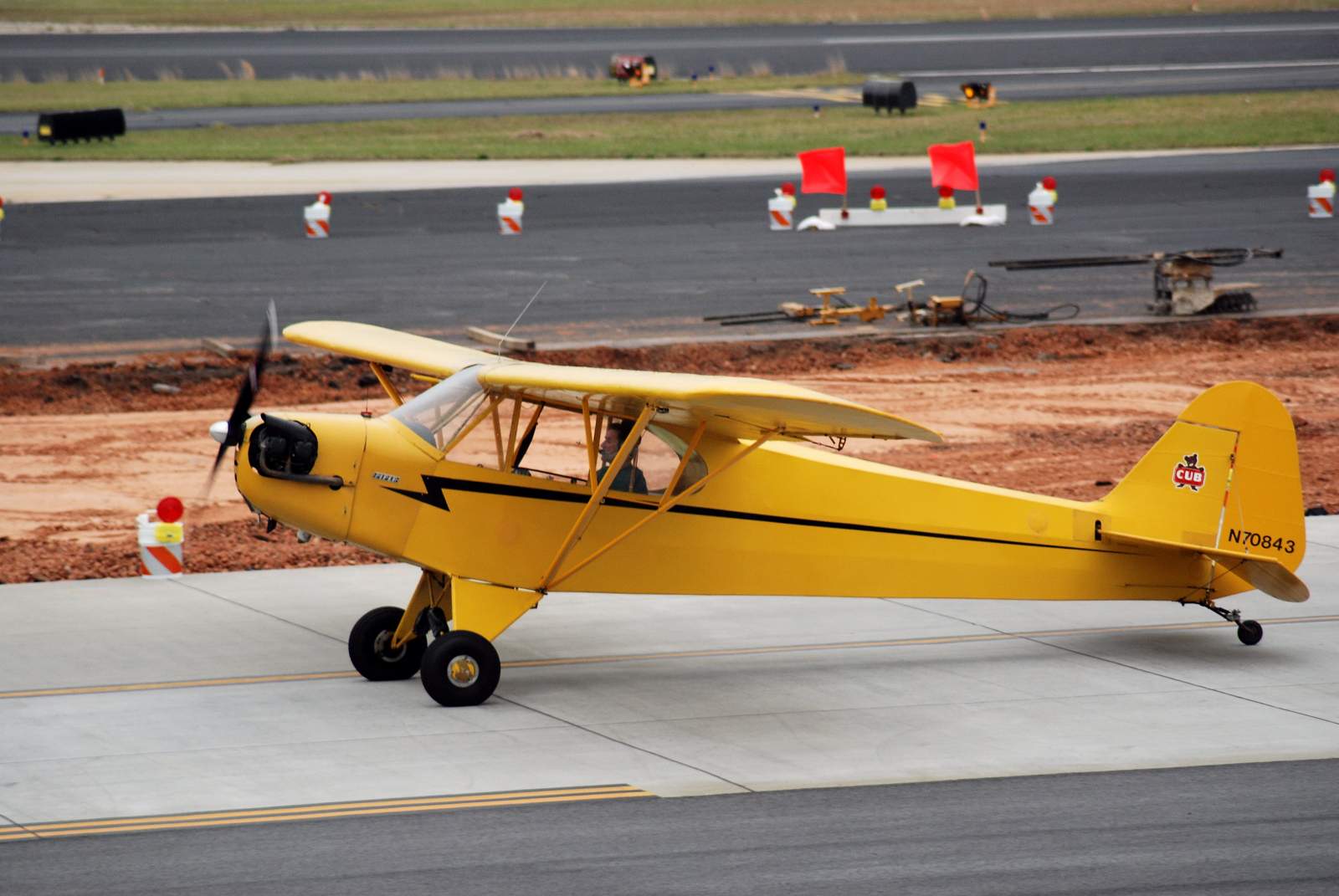
Avioneta Piper J-3 Cub pintada con amarillo de cromo

### Comportamiento
Se usa en pinturas al óleo, al temple, acrílicas, acuarela y a la cola. En óleo tiene un secado muy bueno y una perfecta opacidad. Es inestable en álcalis, ácidos minerales y gases como el  sulfuro de hidrógeno y el dióxido de azufre. En presencia de cal húmeda y amoníaco se vuelve anaranjado (cromato básico de plomo).
Vincent van Gogh usó este pigmento en sus famosos girasoles, que deben su «misterioso» y «enigmático» color a la descomposición del cromato de plomo por efecto de la exposición a la luz, convirtiendo el amarillo brillante original en un tono pardo verdoso sucio.

### Combinaciones con otros pigmentos
Con pigmentos orgánicos se puede reducir en  óxido de cromo (de un color verdoso). No hay que mezclarlo con amarillo de cadmio ni con pigmentos que contengan azufre, que lo ennegrecían.